# Traité Hay-Bunau-Varilla

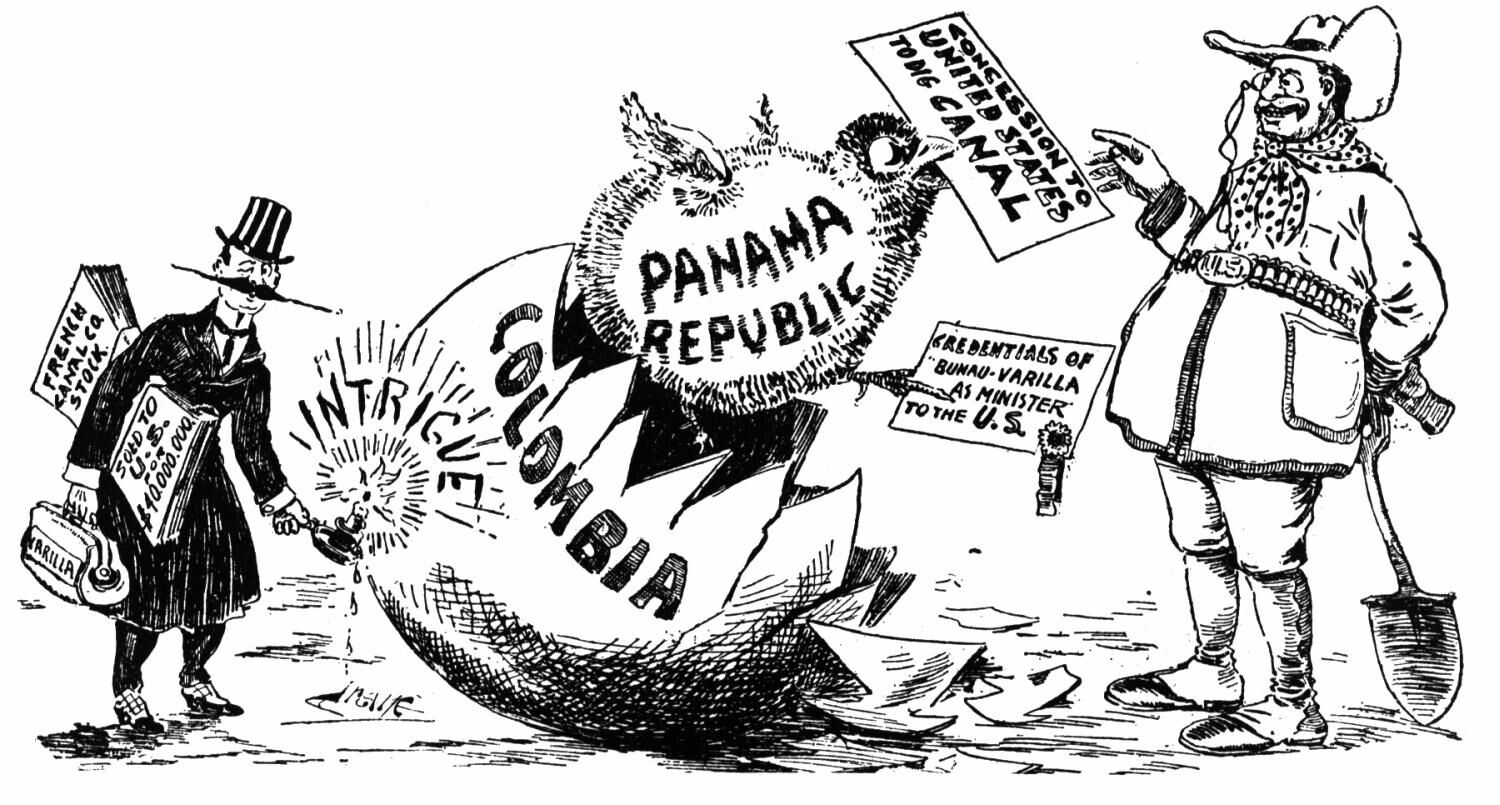
Caricature américaine de 1903 représentant Bunau-Varilla et Roosevelt.

Le traité Hay-Bunau-Varilla est signé à Washington le 18 novembre 1903 (deux semaines après l'indépendance du Panama vis-à-vis de la Colombie) entre l'ingénieur français Philippe Bunau-Varilla et le secrétaire d'État américain John Hay. Il conclut la vente des droits d'exploitation et de construction du canal de Panama et de la zone autour de celui-ci.

## Historique
Bunau-Varilla est un ingénieur français qui a participé à la construction du canal de Panama, alors sous la direction de Ferdinand de Lesseps. Après l'échec de l'entreprise de ce dernier et le scandale de Panama, Bunau-Varilla devient un important actionnaire de la Compagnie nouvelle du canal de Panama qui possède encore la concession du percement et d'importants avoirs pour les travaux. Engagé dans la révolution du Panama qui conduit à son indépendance, Bunau-Varilla est nommé ministre plénipotentiaire de la nouvelle république et se rend en 1903 à Washington, puis à New York pour négocier la cession des droits du canal avec des membres du gouvernement des États-Unis, dont le secrétaire d'État John Hay.
Par ce traité, les États-Unis achètent la concession, les actions et les avoirs de la Compagnie nouvelle du canal de Panama pour 40 millions de dollars, cession d'autant plus facilitée que, l'adoption de l'amendement Spooner un an auparavant par le Congrès américain a fait du canal le projet officiel du gouvernement fédéral.
Surnommé « le traité qu'aucun Panaméen n'a signé » par José Quintero De León, cet accord est finalement accepté par le Panama. Contre un paiement de 10 millions de dollars et une rente annuelle de 250 000 dollars, Panama laisse aux États-Unis les droits à perpétuité sur le canal et sur une  zone large de 8 kilomètres de chaque côté du tracé du canal.
Le titre de propriété américaine sur le canal a fait l'objet de nombreuses contestations dans les années 1970. Des négociations aboutirent, le 7 septembre 1977, aux traités de Torrijos-Carter signés par le président américain Jimmy Carter et le dirigeant panaméen Omar Torrijos : ils rendent le contrôle complet du canal au Panama le 31 décembre 1999. Le canal est depuis dirigé par l'Autorité du canal de Panama.